# شریل کمبل
شریل کمبل (انگلیسی: Cheryl Campbell؛ ‏ تلفظ نام‌خانوادگی: ‎/ˈkæmbəl/‎؛ ‏ زادهٔ ۲۲ مهٔ ۱۹۴۹) بازیگر اهل بریتانیا است.
از فیلم‌ها یا برنامه‌های تلویزیونی که وی در آن نقش داشته‌است، می‌توان به مأمور مخفی، ارابه‌های آتش، راه و رسم زندگی ما، خرده‌پولی از بهشت، فانلند، ویلیام و مِـری و گری‌ستوک: افسانه تارزان، ارباب گوریل‌ها اشاره کرد.